# 蜂蜜檸檬 (迷因)
蜂蜜檸檬，是在2018年中華民國地方公職人員選舉期間出現的網路迷因。起因是無黨籍臺北市市長候選人吳蕚洋在參選期間多次提到自己飲用了蜂蜜檸檬以後產生的特殊效果，並認為臺北市政府應提供蜂蜜檸檬以促進民眾健康，還能藉此拯救長期照顧與全民健康保險財務危機；相關言論引起觀眾和網友對蜂蜜檸檬的好奇，並造成網路爆紅，逐漸變成網路迷因。

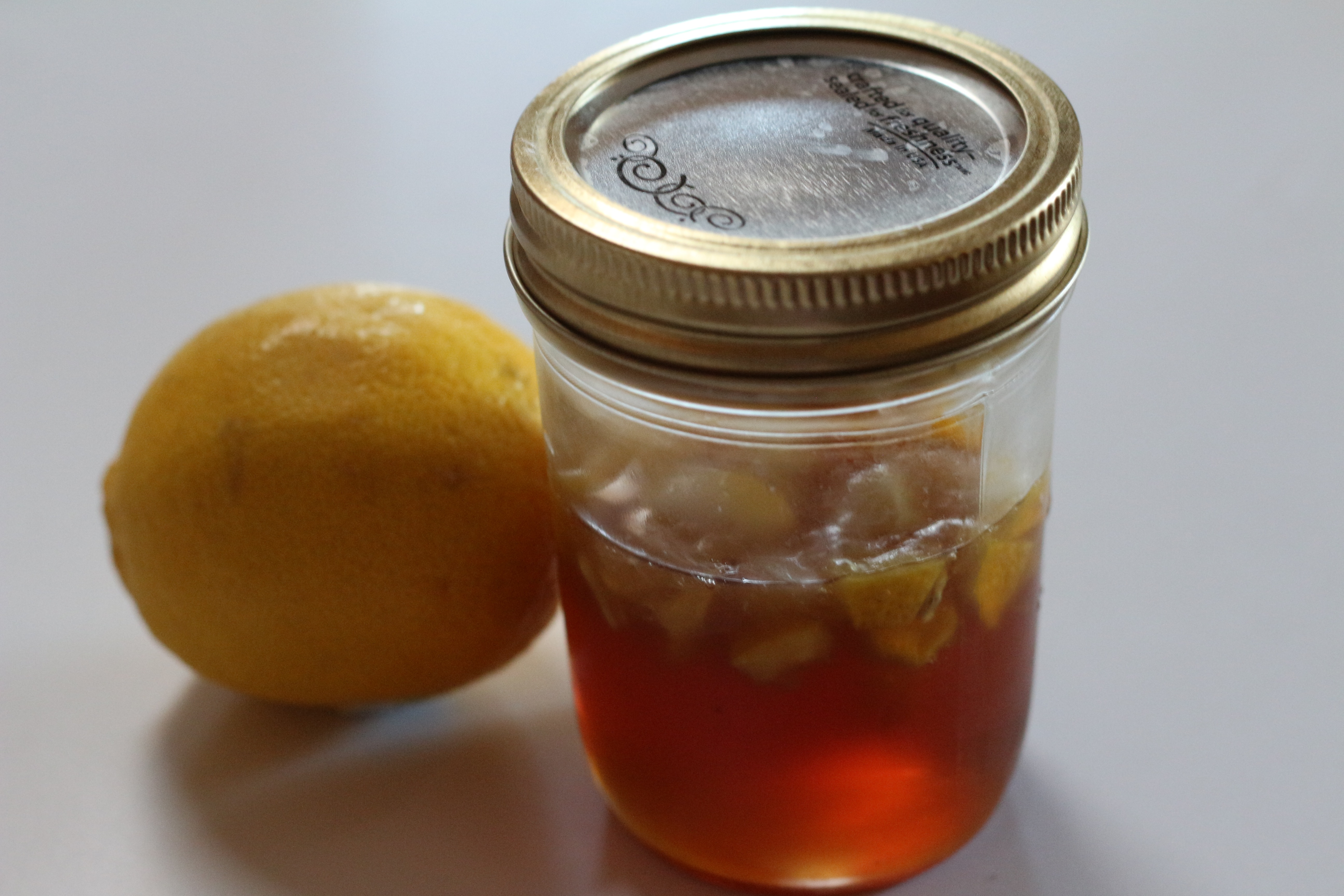
蜂蜜檸檬

## 起因
吳蕚洋在登記參選2018年的台北市長選舉後，以「平安、健康、智慧、慈悲」為競選主軸，並提出推廣「蜂蜜檸檬」的相關政見。他表示之所以參與選舉，是彌勒佛的佛旨，想透過政治力量推廣蜂蜜檸檬的好處，讓眾生遠離病苦。吳蕚洋在2018年11月4日由TVBS舉辦的「107年臺北市長候選人辯論會」，同月10日由公共電視文化事業基金會主辦的「2018台北市長選舉電視辯論」，以及同月11日由台北市政府主辦的「台北市公辦政見發表會」裡，多次提到這項主張。
吳蕚洋宣稱蜂蜜檸檬是「人間功能最強的食物」，他表示自己的眼睛下方本來有瘤，手上也長了汗斑，醫生都束手無策，但在茹素並飲用蜂蜜檸檬後，這些情況都有所改善。他表示營養師是因為不懂蜂蜜檸檬的神奇之處，才會與自己抱持不同意見；並期望眾人能相信蜂蜜檸檬一定有效果。
吳蕚洋認為，生老病死是人生四苦，當中只有疾病帶來的苦可以自己控制；如果透過飲用蜂蜜檸檬來養生，就能讓眾生遠離疾病帶來的苦，而透過政府的力量推動，則可以讓人民更快了解這項方法。他的政見包括讓臺北市政府和廠商合作，每日配送便宜新鮮的蜂蜜檸檬供市民購買。他認為，只要透過喝蜂蜜檸檬來強身健體，就能讓全民健康保險的支出下降，還能解決長期照顧問題。
另外，吳蕚洋兒子兼其競選總幹事吳承澔也支持父親的說法，表示自己因為喝蜂蜜檸檬，十年來都不曾看過醫生。吳蕚洋於兆豐金控的同事也表示，吳蕚洋在兆豐金控任職十多年間不斷推廣蜂蜜檸檬的好處，並教導同仁如何製作蜂蜜檸檬。

## 傳播與影響
吳蕚洋這一套關於蜂蜜檸檬的主張和政見在經過辯論會的傳播後，引起廣泛迴響，在2018年11月11日14時的Google的搜尋熱門程度中，「蜂蜜檸檬」這一關鍵字達到了100分滿分。全家便利商店趁機推出買十罐蜂蜜檸檬水，再送十罐蜂蜜檸檬水的限量優惠促銷，開賣三分鐘內，超過兩萬瓶蜂蜜檸檬就被搶購一空；摩斯漢堡推出優惠的蜂蜜檸檬蒟蒻禮盒，而電商業者「好吃市集」、「松果購物」的蜂蜜、檸檬相關商品也推出降價促銷。也有攤販業者在得知消息後趕工製造蜂蜜檸檬水，並打著「北市辯論會唯一推薦」的招牌，在民主進步黨高雄市市長候選人陳其邁的造勢場合銷售。
有不少藝人、YouTuber和政治人物都搭上這股蜂蜜檸檬的熱潮，例如發言時提及蜂蜜檸檬，或是分享自製的蜂蜜檸檬，包括田馥甄、姚文智、柯志恩、馬英九、黃敏惠、台灣經濟研究院、壹加壹、圖佳、搞神馬等。先前參與湖南衛視美食節目《中餐廳》的藝人范冰冰與趙薇也被提及，因為她們曾於節目中表示自己的養生之道就是每天喝蜂蜜檸檬。
由於吳蕚洋的政見除了「以蜂蜜檸檬救健保和長照」，還包括「以鳳梨酥救外交」，提到送鳳梨酥給中华民国邦交國，「那些國家說不定吃了之後，覺得『很好吃』，就不會跟你斷交了」。一些網友表示，吳蕚洋比起台北市市長，更適合擔任臺北農產運銷公司總經理。對於引發風潮，吳蕚洋表示，能夠讓眾人知道蜂蜜檸檬的效果，選舉保證金新台幣200萬元用得十分值得。

## 醫師與營養師見解
儘管引發網路熱潮，但吳蕚洋的言論並不被中西醫的醫師和營養師支持。皮膚科醫師黃毓惠、營養師李錦秋、中醫師陳潮宗、營養師黃淑惠都表示，蜂蜜檸檬水無法解決臉部小瘤或汗斑，臺北醫學大學附設醫院營養室主任蘇秀悅表示飲用過量的蜂蜜檸檬會攝取過高的熱量，牙醫師賴榮毅指出檸檬的酸性會提高蛀牙風險。中醫師陳盈光指出，蜂蜜檸檬並沒有奇效，寒性體質和有糖尿病的人不能多喝。衛生福利部臺南醫院腸胃科醫師鄭維鈞、馬偕紀念醫院營養師趙強表示，不該迷信單一食物，應該均衡飲食。

## 對迷因的評論
公關行銷專家林偉立認為，吳蕚洋的言論天馬行空卻能在網路上爆紅，靠的是「真心」；他認為，吳蕚洋就如同2014年參選台北市長的趙衍慶一樣，不同於傳統政治人物，而是想向大眾傳揚理念，因此造成支持。工程師翟本喬認為，蜂蜜檸檬事件說明了選舉保證金制度的問題：如果有人以選舉保證金新台幣200萬元作為廣告費，到政治場合上進行商業宣傳，中央選舉委員會無法遏止。精神科醫師沈政男評論，吳蕚洋如同武俠小說裡的隱世高手，在其他市長參選人唇槍舌戰時，以超脫的角度宣揚蜂蜜檸檬的好處。食品議題評論媒體《飴-關於食的黑與白》的寫手「在宇宙牧羊的擺渡人」撰文指出，以產品行銷角度而言，蜂蜜檸檬引發的風潮十分成功，原因包括言論具有驚奇感、商品價格親民、沒有特定政治立場。端傳媒刊登旅居北京的台灣人徐和謙評論，除去網路熱潮的部分，此事可見到「世代和解共同面對島嶼困局」的隱喻。

## 後續影響
此後一次台北市市長選舉，更有唐新民語出驚人自稱蔣經國接班人，美國研發秘密火山武器要炸沉台北，他專程從美國趕回來拯救市民，被認為是蜂蜜檸檬效應的延續。